# 超人 (2025年電影)
《超人》是一部2025年美國超級英雄電影，改編自DC漫畫的旗下同名角色，由DC工作室製作，並由華納兄弟負責發行。該片為DC宇宙第一部電影，也是《超人系列電影》的重啟作，由詹姆斯·岡恩編劇和執導，大衛·科倫斯韋、瑞秋·布羅斯納安、尼可拉斯·霍特、艾迪·蓋瑟吉、安東尼·卡瑞根、奈森·菲利安和伊莎貝拉·莫塞德主演。本片講述超人在億萬富翁雷克斯·路瑟的陰謀下，遭美國政府及民眾質疑，他必須向世人證明自己是他們的守護者。
《超人》排定於2025年7月11日於美國上映。

## 劇情
三十年前，喬·艾爾與蘿拉·洛爾·馮為了讓剛出生的兒子凱·艾爾逃離即將毀滅的氪星，將他送往地球。凱·艾爾在堪薩斯州小鎮史莫維爾（Smallville）被人類養父母強納森與瑪莎·肯特撫養長大，取名為克拉克·肯特（Clark Kent）。在地球上，他因太陽的黃光而獲得驚人的力量。三年前，在受到親生父母告別訊息的啟發後，克拉克首次以「超人」（Superman）之姿現身，成為世上最強大的超能力者。平時，他在大都會的《星球日報》擔任記者，與吉米·奥尔森與露薏絲·蓮恩共事，近期並與露薏絲交往，後者也知道他的秘密身份。
三週前，超人阻止了美國盟友波拉維亞（Boravia）對鄰國賈罕普爾（Jarhanpur）的入侵。億萬富翁天才雷克斯·路瑟向政府中擔心超人可能帶來威脅的老瑞克·佛萊格將軍等人保證：若有需要，他能擊敗這位外星人。神秘的「波拉維亞之鎚」（Hammer of Boravia）——魔超人在大都會重創了超人。超狗氪普托將奄奄一息的超人帶回位於南極的孤獨堡壘，靠集中太陽能量治癒傷勢。路瑟內心痛恨超人，因為後者讓像他這樣的人類顯得渺小無力；他其實秘密控制著魔超人。之後，路瑟與魔超人及工程師闖入孤獨堡壘，修复并奪走了喬·艾爾與蘿拉的留言，並綁架了氪普托。
在超人與「正義幫」（Justice Gang）成員蓋·加德納、卓越先生與鷹女孩為了對抗路瑟製造的怪獸而奮戰之際，路瑟奪回了完整的氪星留言。該段訊息是超人之前從未聽過的，內容竟是他的父母鼓勵他征服地球。這段訊息被路瑟向全世界播放，導致輿論轉而敵視超人。為消除疑慮，超人自願向政府投案。由於他過於強大，弗萊格將軍決定將他交由路瑟羈押。
路瑟將超人囚禁在一個人造的口袋維度中，裡頭還囚有其他敵人與氪普托。路瑟甚至挾持元素人的兒子，逼迫元素人製造氪星石，這是對超人有劇毒的物質。路瑟的女友伊芙·泰絲馬克暗戀吉米，因而告訴他：路瑟其實秘密支持波拉維亞入侵，並以此換取賈罕普爾一半領土。卓越先生與露薏絲潛入口袋維度，救出超人、氪普托與元素人，但他們無意間破壞了維度穩定性，開啟了一個逐漸擴大的黑洞，威脅地球。
在蓋·加德納、元素人與鷹女孩阻止第二次波拉維亞入侵的同時，超人則與工程師、魔超人展開決戰，黑洞也一步步逼近大都會。路瑟為了打敗超人，甚至拒絕關閉黑洞，導致整座城市幾乎被撕裂。超人在搏鬥過程中發現魔超人其實是路瑟用他自身基因複製出來的低智商克隆人，最後透過與氪普托合作，成功將魔超人拋入黑洞。超人接著與卓越先生進入路瑟的總部，由卓越先生駭入路瑟的系統關閉黑洞，而露薏絲與吉米則在《星球日報》揭露了路瑟的陰謀。地球得以獲救，路瑟也遭逮捕。
在孤獨堡壘休養期間，超人逐漸恢復健康，而他的堂姐卡拉·佐·艾爾回來接走她的愛犬氪普托。最後，超人觀看了一段與強納森與瑪莎共度童年的回憶影片，靜靜沉浸在與養父母曾經共享的溫馨時光中。

## 演員及角色

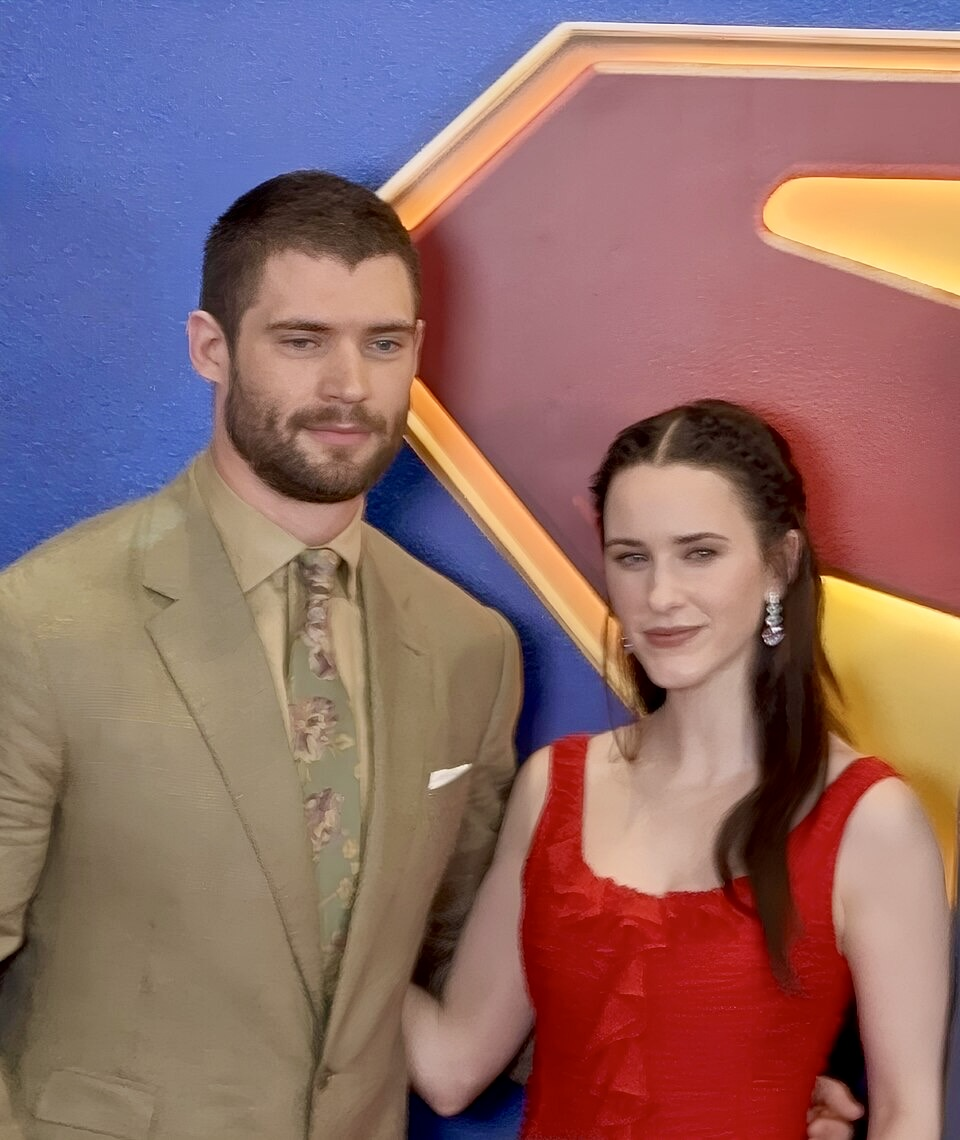
大衛·科倫斯韋和瑞秋·布羅斯納安于2025年6月在马尼拉出席“超人世界巡回”粉丝见面会。

| 演員            | 角色                | 備註 |
| --------------- | ------------------- | --- |
| 大衛·科倫斯韋   | 克拉克·肯特／超人   | 氪星倖存者，也是大都會《星球日報》的年輕記者。                                                          |
| 大衛·科倫斯韋   | 魔超人              | 雷克斯·路瑟創造的超人克隆人，但是心智年齡低下，只能當作傀儡接受指令，偽裝成「波拉維亞之鎚」與超人戰鬥。 |
| 瑞秋·布羅斯納安 | 露薏絲·蓮恩         | 《星球日報》的記者，克拉克·肯特的同事兼女友。                                                           |
| 尼可拉斯·霍特   | 雷克斯·路瑟         | 億萬富豪，路瑟集團的執行長，超人的宿敵。                                                                |
| 艾迪·蓋瑟吉     | 麥可·霍特／卓越先生 | 超級英雄兼發明家，會使用各種高科技設備打擊罪犯，並且是麥斯威爾·洛德贊助的正義幫成員。                   |
| 安東尼·卡瑞根   | 雷克斯·梅森／元素人 | 考古學家兼超級英雄，可以將自己的身體轉化為任何物質。                                                    |
| 奈森·菲利安     | 蓋·加德納           | 綠光軍團的其中一位成員，也是正義幫成員。                                                                |
| 伊莎貝拉·莫塞德 | 鷹女孩              | 正義幫成員，擁有翅膀和各種格鬥武器。                                                                    |

此外，斯凱勒·吉桑多飾演吉米·奥尔森，《星球日報》的年輕攝影師，與克拉克和露薏絲關係親近的同事；莎拉·桑帕伊奧飾演伊芙·泰絲馬克，路瑟的助手兼戀人，也是吉米的前女友兼線人；溫德爾·皮爾斯飾演佩里·懷特，《星球日報》的總編輯；普魯特・泰勒・文斯和涅瓦·豪威爾（Neva Howell）分別飾演克拉克的養父母強納森和瑪莎·肯特；瑪麗亞·加布里埃拉·法里亞飾演「工程師」安吉拉·斯芭卡，路瑟的盟友，其能力來自體內的奈米技術；扎特科·巴瑞克飾演瓦西爾·古爾科斯（Vasil Ghurkos），波拉維亞的總統，也是路瑟的政治盟友；法蘭克·葛里洛回歸飾演老瑞克·佛萊格，天眼局局長。葛里洛曾在2024年動畫影集《生物突擊隊》聲演該角色。米莉·愛考克以未署名的方式客串飾演「超少女」卡拉·佐·艾爾，超人的堂姐，氪普托的主人。約翰·希南以未署名的方式回歸客串飾演「和平使者」克里斯多福·史密斯。希南曾在2021年電影《自殺突擊隊：集結》以及2022年影集《和平使者》飾演該角色。西恩·岡恩客串出演麥斯威爾·洛德，洛德科技的負責人兼正義幫的贊助人。
布萊德利·庫柏和安潔拉·薩拉費恩分別飾演超人的父母喬·艾爾和蘿拉·洛爾·馮。艾倫·圖克、格蕾絲·陳（Grace Chan）、麥可·魯克和龐·克萊門捷夫分別為超人機器人「4號」（蓋瑞）、「12號」、「1號」和「5號」配音；珍妮佛·霍蘭德以未署名的方式同樣為其中一個超人機器人配音。克里斯多夫·李維的兒子、ABC新聞記者威爾·李維（Will Reeve）客串飾演一名駐地記者。曾在電視劇《超人首部曲》飾演雷克斯·路瑟的麥可·羅森巴姆客串聲演路瑟其中一名猛禽兵。狗演員喬琳（Jolene）飾演超狗氪普托。該角色以導演詹姆斯·岡恩的愛犬奧津（Ozu）作為參考，拍攝時由喬琳上場，再透過視覺特效後期製作。

## 製作

### 選角
2023年5月，大衛·科倫斯韋是超人的有力競爭者，計劃在本月底或6月初進行試鏡。其他的演員人選包括雅各·艾洛迪、湯姆·布蘭妮和安德魯·理查森（Andrew Richardson）。露薏絲·蓮恩的競爭者包括艾瑪·麥基、瑞秋·布羅斯納安、薩瑪拉·威明和菲比·迪尼弗。尼可拉斯·霍特在爭取演出超人之前已經是雷克斯·路瑟人選；霍特此前曾角逐2022年電影《蝙蝠俠》出演新任蝙蝠俠。6月27日，正式宣布由大衛·科倫斯韋和瑞秋·布羅斯納安飾演超人和露薏絲·蓮恩。7月11日，伊莎貝拉·莫塞德、艾迪·蓋瑟吉和奈森·菲利安參演，分別飾演鷹女孩、麥可·霍特／卓越先生以及蓋·加德納。7月12日，安東尼·卡瑞根加入電影出演雷克斯·梅森／元素人。11月15日，瑪麗亞·加布里埃拉·法里亞參演，出演反派之一的安吉拉·斯芭卡／工程師。11月20日，據報導稱霍特於2023年美國編劇協會大罷工之前已經為出演雷克斯·路瑟進行洽談。11月21日，莎拉·桑帕伊奧和斯凱勒·吉桑多參演，分別飾演伊芙·泰斯馬克以及吉米·奥尔森。

### 拍攝
電影於2024年2月29日於亞特蘭大的Trilith Studios展開主體拍攝，預計持續拍攝至2024年7月。拍攝最初定於2024年1月開始進行，但受2023年美國編劇協會大罷工影響延遲。

## 宣傳
華納兄弟於2024年12月21日釋出首支前導預告，預告在發佈後24小時內獲得2億5000萬的觀看次數，打破了《小丑回魂》的1億9700萬觀看次數記錄，成為華納兄弟有紀錄以來觀看次數最多的預告片。

## 發行
《超人》排定於2025年7月11日於美國上映。屬於DC宇宙第一章：諸神與怪物。

## 迴響

### 評價
根据評論匯總网站爛番茄汇总的480篇评论文章，83%的评论家给予该作正面评价；在Metacritic上，58位影評人共給予了68分的分數（滿分100分），這部電影獲得了「普遍好評」。

### 票房
| 上一届： 《侏羅紀世界：重生》 | 2025年美國週末票房冠軍 第28-29週 | 下一届： 《驚奇4超人：第一步》 |

## 外部連結
- 互联网电影数据库（IMDb）上《超人》的资料（英文）
- Metacritic上《超人》的資料（英文）
- 爛番茄上《超人》的資料（英文）
- AllMovie上《超人》的资料（英文）
- Box Office Mojo上《超人》的資料（英文）
- 開眼電影網上《超人》的資料（繁體中文）
- 豆瓣电影上《超人》的資料 （简体中文）
- 时光网上《超人》的資料（简体中文）